# Споменик Иви Андрићу у Београду
Споменик Иви Андрићу је споменик у Београду изграђен од бронзе. Налази се на Андрићевом венцу поред Новог двора и улаза у Пионирски парк.

## Подизање споменика
Споменик је подигнут 1992. године поводом стогодишњице рођења Иве Андрића, а израдио га је вајар Миланко Мандић. Израђен је од бронзе и висине је 140 cm.
У склопу обележавања 50 година од доделе Нобелове награде 2011. године, испод споменика на степеницама постављен је цитат из његове књиге „Знакови поред пута”, одрађен од месинга.
„Отишао сам
Иза мене је остало све што су
људи рекли као прамичак магле
који се губи. А све што су урадили

понео сам на длану једне руке.”

## Галерија
- откривање споменика